# الشهيم (نجرة)

تعديل مصدري - تعديل

الشهيم هي إحدى قرى عزلة دواس بمديرية نجرة التابعة لمحافظة حجة، بلغ تعداد سكانها 1498 نسمة حسب تعداد اليمن لعام 2004.